# Сонце (фільм, 2018)

«Сонце» (англ. «Solis») — Фільм про виживання 2018 року, сценаристом і режисером якого став Карл Страті. Основні зйомки фільму розпочалися 1 грудня 2016 року на 2"GSP Studios" у Йоркширі. Фільм вийшов в прокат у США 26 жовтня 2018 року — компанією «Blue Fox Entertainment».

## Про фільм
Опритомнівши, Трой Голловей усвідомлює, що знаходиться в шатлі, котрий прямує в бік Сонця. Командир Робертс разом з командою вже мчить йому на допомогу. Однак Голловей після недавньої втрати сина не особливо прагне порятунку. Проте командир, повний рішучості витягти Троя з цього пекла, не дозволяє йому спокійно чекати смерті і всіляко підтримує його за допомогою слабкого радіозв'язку.

## Знімались
| Актор      | Роль              |
| ---------- | ----------------- |
| Стівен Огг | Трой Голловей     |
| Еліс Лоу   | Коммандер Робертс |